# Христофор Йонов
Христофор Йонов е български оперен певец.

## Биография
От ранно детство се занимава с музика-свири на пиано и кларинет. През 1993 година завършва средно специално образование архитектура и строителство в ТС „Ангел Попов“ във Велико Търново.
През 1999 година се дипломира в класа на Валери Попова като бакалавър по класическо пеене в Национална музикална академия „Панчо Владигеров“. Между 2001 и 2005 година специализира в оперното студио на Виенската консерватория, като през 2004 г. се дипломира в класа по Класическа оперета и през 2005 г. специалност Опера с пълно отличие. През 2009 защитава магистратура по класическо пеене в Национална музикална академия „Панчо Владигеров“.
Специализира пеене при световноизвестните певци Зигфрид Йерусалем, Маргарита Лилова, Калуди Калудов, Клаудия Едер, Режин Креспен, Силвия Гести, Франциско Арайза, Раул Гименес и Едита Груберова, както интерпретация с Фабио Луизи и актьорско майсторство с Ото Шенк.
През 2001 г. е финалист на международния конкурс „Енрико Карузо“ в Милано и получава специалната награда на конкурса „Ерика Кьот“ в Нойщат-Германия. През 2002 г. получава първа награда на международния конкурс-майсторски клас „Хилда де Гроте“ в Гент, Белгия.

## Кариера
Още като студент през 1999 г. Христофор Йонов е назначен като щатен солист в Русенската опера и веднага дебютира в ролята на Марио Каварадоси от „Тоска“. През 2000 г. е международният му дебют с ораторията посветена на Милениума „Ad missam in agris“ от Август Ипавец. Теноровата партия е изключително сложна и теситурно висока, написана специално за солиста на Виенска Щатсопера Янец Лотрич с който Христофор Йонов се дублира. Произведението се изпълнява в Италия, Германия, Словения и Виена. Следват ангажименти като щатен солист в Бургаска опера и Държавна опера „Хилдесхайм“ в Нюрнберг, Принцрегентен театър – Мюнхен, Карлови вари и Усти над лабем – Чехия, многократни гастроли в Гент, Антверпен и Мехелен, в Япония и Китай.
През 2004 г. е избран от над 250 кандидата и дебютира на престижния международен фестивал Клангбоген във Виена с операта на Джон Каскен „Богохулникът“по новелата на Толстой „Отец Сергей“. Тази година фестивалът е посветен на съвременната музика и в другата продукция „Гойя“ на Меноти участва Пласидо Доминго.
През 2011 г. Христофор Йонов след мащабен национален кастинг е поканен да участва в поставената за пръв път на българска сцена изключително сложна роля на Граф Ори от едноименната опера на Росини.
През 2012 г. в партньорство със сестра му, сопраното Ива Йонова, правят записи за Златния фонд на Българското национално радио с най-доброто от Виенския оперетен репертоар.

## Репертоар
Богатият му репертоар обхваща заглавия от оперния, оперетния и кантатно-ораториалния репертоар.
Оперни роли
- Моцарт: „Вълшебната флейта“ – Тамино
- Моцарт: „Бастиен и Бастиена“ – Бастиен
- Моцарт: „Дон Жуан“ – Дон Отавио
- Моцарт: „Отвличане от сарая“ – Белмонте
- Моцарт: „Така правят всички“ – Ферандо
- Моцарт: „Сватбата на Фигаро“ – Дон Базилио
- Мартини: „Правото на господаря“ – Младият Граф
- Росини: „Италианката в Алжир“ – Линдоро
- Росини: „Пепеляшка“ – Дон Рамиро
- Росини: „Севилският бръснар“ – Граф Алмавива
- Росини: „Граф Ори“ – Граф Ори
- Доницети: „Дон Паскуале“ – Ернесто
- Доницети: „Вива ла Мама“ – Гулиелмо
- Доницети: „Любовен еликсир“ – Неморино
- Верди: „Набуко“ – Исмаел
- Верди: „Отело“ – Касио
- Верди: „Риголето“ – Херцога
- Верди: „Травиата“ – Алфред
- Пучини: „Тоска“ – Марио Каварадоси
- Пучини: „Мадам Бътерфлай“ – Пинкертон
- Пучини: „Вилисите“ – Роберто
- Каталани: „Косачът“ – Сеид
- Чайковски: „Евгени Онегин“ – Ленски
- Масне: „Вертер“ – Вертер
- Масне: „Манон“ – Кавалер де Грийо
- Гуно: „Фауст“ – Фауст
- Делиб: „Лакме“ – Джералд
- Р.Щраус: „Кавалерът на розата“ – Италианският певец
- Джон Каскен: „Богохулникът“ – Стивън

Оперетни роли
- Лехар: „Веселата вдовица“ – Камий дьо Росийон
- Й.Щраус: „Прилепът“ – Алфред
- К.Целер: „Прицепродавецът“ – Граф Станислаус
- Лехар: „Страната на Усмивките“ – Су-Чонг

Кантатно-ораториална музика и множество песни от различни композитори.
- Моцарт – Реквием
- Моцарт – Коронационна меса
- Росини – Стабат Матер
- Росини – Малка тържествена меса
- Менделсон – Елиас
- Верди – Реквием
- Бела Фишер – Реквием